# Big Falls (Minnesota)
Big Falls es una ciudad ubicada en el condado de Koochiching en el estado estadounidense de Minnesota. En el Censo de 2010 tenía una población de 236 habitantes y una densidad poblacional de 15,04 personas por km².

## Geografía
Big Falls se encuentra ubicada en las coordenadas 48°10′47″N 93°48′33″O / 48.17972, -93.80917. Según la Oficina del Censo de los Estados Unidos, Big Falls tiene una superficie total de 15.69 km², de la cual 15.69 km² corresponden a tierra firme y (0%) 0 km² es agua.

## Demografía
Según el censo de 2010, había 236 personas residiendo en Big Falls. La densidad de población era de 15,04 hab./km². De los 236 habitantes, Big Falls estaba compuesto por el 97.03% blancos, el 0% eran afroamericanos, el 1.69% eran amerindios, el 0% eran asiáticos, el 0% eran isleños del Pacífico, el 0% eran de otras razas y el 1.27% pertenecían a dos o más razas. Del total de la población el 1.69% eran hispanos o latinos de cualquier raza.